# Евграфов, Николай Иванович
Николай Иванович Евграфов (24 декабря 1903  [6 января 1904], Нижний Новгород или Санкт-Петербург — 1941, Ленинградская область) — советский живописец, график, театральный художник, ученик П. Н. Филонова.

## Биография
Родился по разным данным в Санкт-Петербурге или в Нижнем Новгороде. В 1921—1923 годах учился в Нижегородском художественном техникуме. С 1923 по 1927 учился в Петроградском художественно-педагогическом техникуме. В некоторых источниках также говорится, что в конце 1920 — начале 1930-х годов он учился в Ленинградском высшем художественно-техническом институте (Институте пролетарского изобразительного искусства). В 1924 году был практикантом формально-теоретического отдела Государственного института художественной культуры, занимался исследовательской работой К. С. Малевича в области разработки «теории прибавочного элемента в живописи».
Со второй половины 1920-х годов до 1930 года входил в группу «Мастера аналитического искусства» (МАИ) — художественное объединение учеников и последователей П. Н. Филонова. В этот период Евграфов являлся последователем метода «аналитического искусства». В 1927 году занимался оформлением спектакля «Ревизор» поставленного режиссёром И. Г. Терентьевым в Доме печати. В том же году эскизы к этому спектаклю, предположительно, были представлены на «Выставке работ мастеров аналитического искусства».
В 1930 году покинул МАИ и стал осваивать другие творческие направления. По утверждению искусствоведа И. Н. Карасик, в этот период «в его манере фиксируются „точки касания“ многих традиций — напряженная, откровенная красочность фовизма, прозрачность и светоносность ранней ларионовской живописи, линейный и цветовой гротеск неопримитивизма, живописно-пластический реализм ленинградской школы». В 1930-х годах он принимал участие в оформление праздников и парадов в Ленинграде. В 1940—1941 выполнил цикл картин «Карнавал», относящийся к «чистой» живописной абстракции.
Принимал участие в советско-финской войне (1939—1940).
Погиб в 1941 году на фронте под Ленинградом в первые месяцы Великой Отечественной войны.
Работы Евграфова экспонировались на групповых выставках в Ленинграде, в частности в Академии художеств и в Русском музее. Осенью 2014 года в Петропавловской крепости состоялась первая персональная выставка Евграфова.

## Семья
Жена — А. Е. Мордвинова.

## Галерея

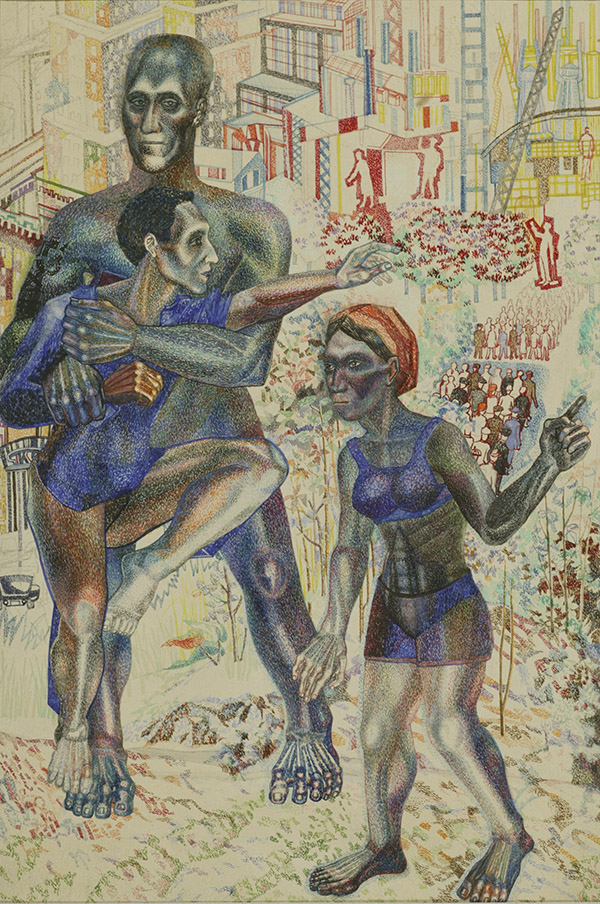
Третий лишний. 1920-е
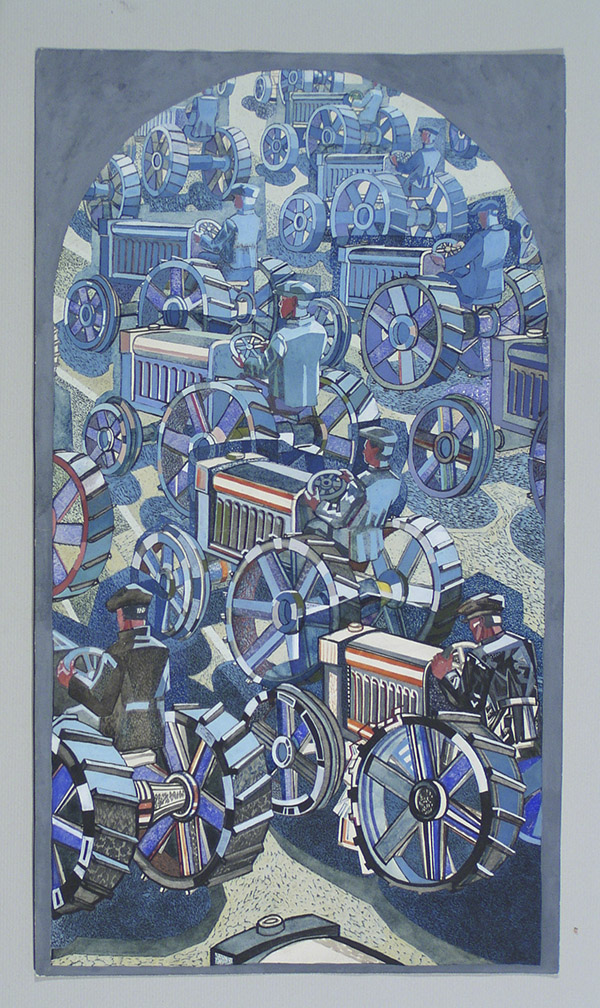
Трактор на испытании. 1930
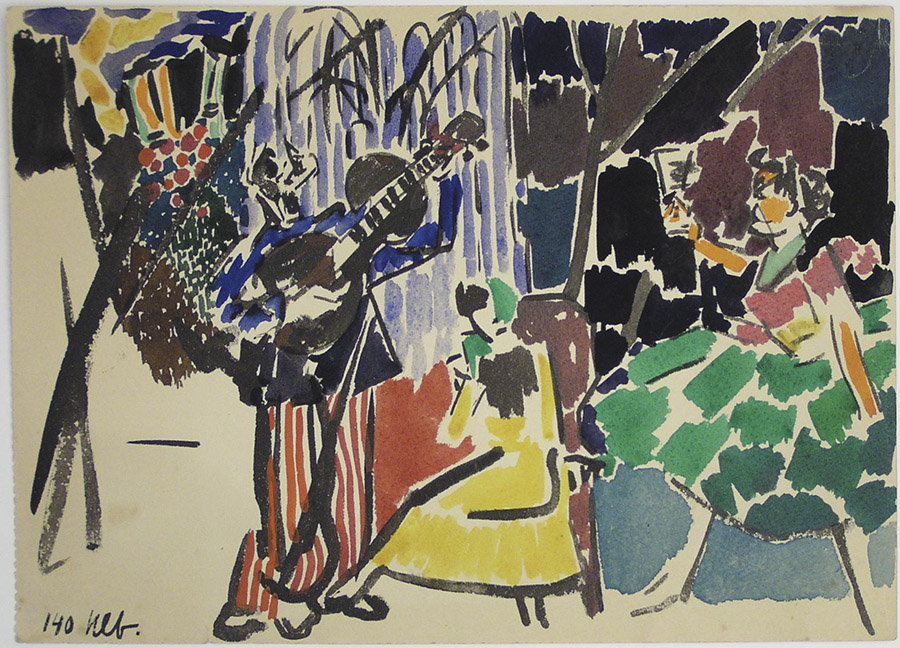
Карнавал. Эскиз к картине. 1940-1941